# Ranulf Higdon
Pour les articles homonymes, voir Higdon.
Ranulf Higdon (également appelé Higden) (né vers 1299 dans l'Ouest de l'Angleterre et décédé vers 1363) est un chroniqueur anglais et un moine bénédictin du monastère de Saint Weburg à Chester où il vécut, selon lui, pendant 64 ans. 

## Biographie
La principale chronique d'Higdon est appelée Polychronicon (de son nom complet  Ranulphi Castrensis, cognomine Higdon, Polychronicon (sive Historia Polycratica) ab initio mundi usque ad mortem regis Edwardi III in septem libros dispositum), une large étude d'histoire universelle et de théologie. Créée pour distraire et instruire la société de l'époque, cette chronique est la première d'une longue série qui prend fin avec l'invention de l'imprimerie.
Sa chronique présente une cosmogonie chrétienne. Toute l'échelle des temps est basé sur la chronologie biblique (création du monde, déluge,...) Le texte est divisé en sept livres (représentant les sept jours de la Genèse) dont les six premiers sont une compilation de différents textes historiques. Écrite en latin, elle est traduite en anglais par John Trevisa en 1387 puis imprimée pour la première fois par William Caxton en 1482.
Il est cité par Geoffrey Keating dans son histoire générale de l'Irlande, notamment pour sa mappemonde très complète. On trouve dans ces tomes entre autres la distance de la terre à l'enfer, ainsi qu'une géographie du paradis terrestre.
Dans le dernier livre de la chronique, il défend l'idée selon laquelle il existe sept sortes de personnes dont les actes sont très fréquemment rappelés dans l'histoire et qu'il est important d'étudier, à savoir :
- le prince, pour la construction des cités
- le chevalier, pour la défense de celles-ci
- le juge, pour l'application des droits
- l'évêque, pour la correction des crimes
- l'homme politique, pour l'organisation de la chose publique
- le maître en sa maison, pour la gestion de la chose domestique
- le moine, pour la conquête du salut